# Fabula Magna
«Fabula Magna» — третій студійний альбом німецького симфонічного фольк-метал-гурту Coronatus. Реліз відбувся 18 грудня 2009 через лейбл Massacre Records.

## Список композицій
| #   | Назва                                                   | Тривалість |
| --- | ------------------------------------------------------- | ---------- |
| 1.  | «Preface»                                               | 1:32       |
| 2.  | «Geisterkirche»                                         | 4:35       |
| 3.  | «Tantalos»                                              | 3:32       |
| 4.  | «Wolfstanz»                                             | 5:16       |
| 5.  | «Der Fluch»                                             | 5:24       |
| 6.  | «Flying By (Alone)»                                     | 5:03       |
| 7.  | «Kristallklares Wasser»                                 | 4:22       |
| 8.  | «How Far»                                               | 3:56       |
| 9.  | «Der Letzte Tanz»                                       | 4:28       |
| 10. | «Est Carmen...»                                         | 3:56       |
| 11. | «Blind»                                                 | 4:07       |
| 12. | «Josy»                                                  | 4:17       |
| 13. | «Scream Of The Butterfly» (спеціальна акустична версія) |            |
| 14. | «Hot And Cold» (переробка 2009)                         |            |

## Учасники запису
- Кармен Р. Лорч — вокал
- Ліса Лаш — вокал
- Джо Ланг — гітари
- Арія Кераматі Норі — гітари
- Фабіан Меркт — клавіші
- Тод Голдфінгер — бас-гітара
- Мат Курт — барабани